# Huerta Montero

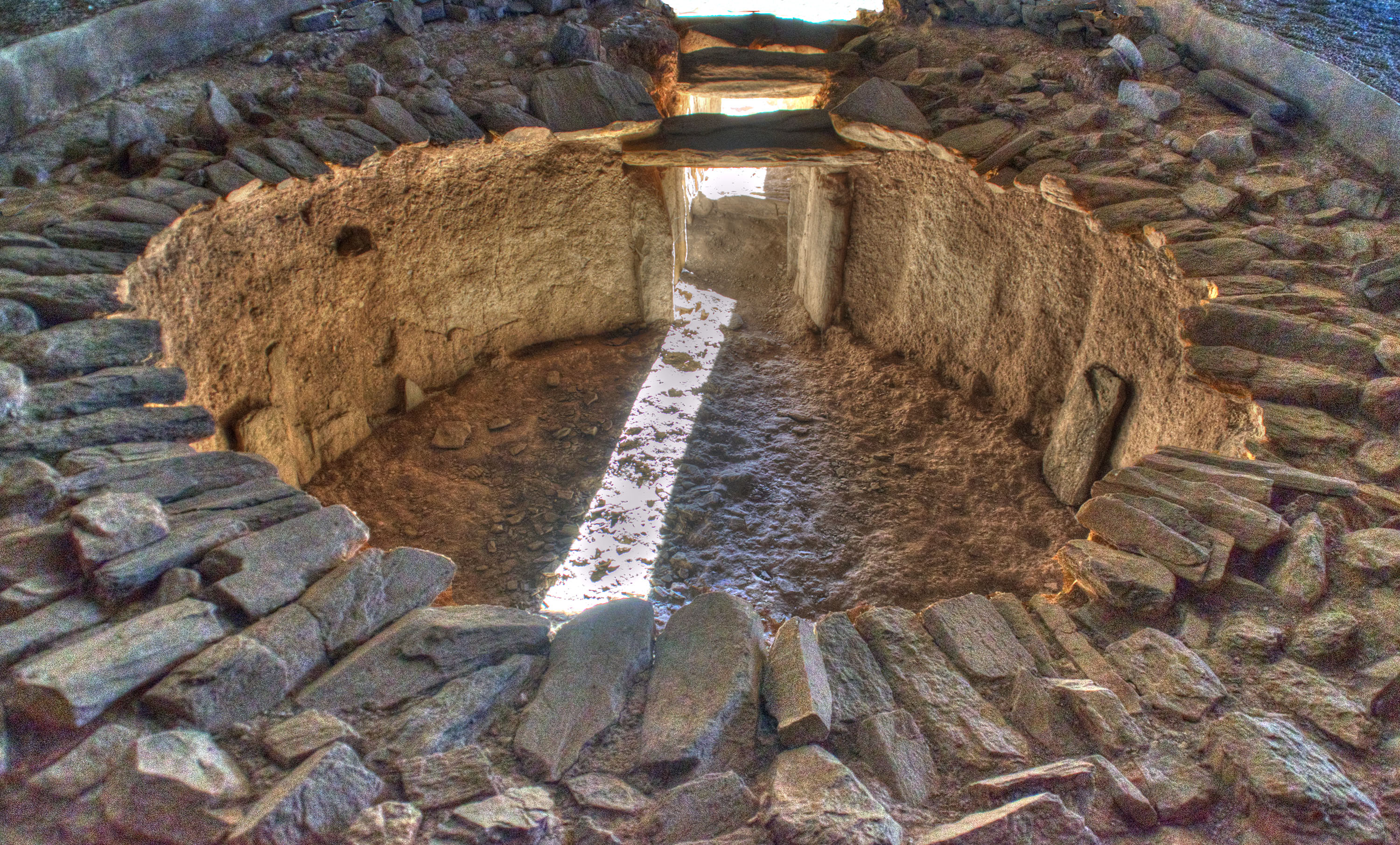
Huerta Montero

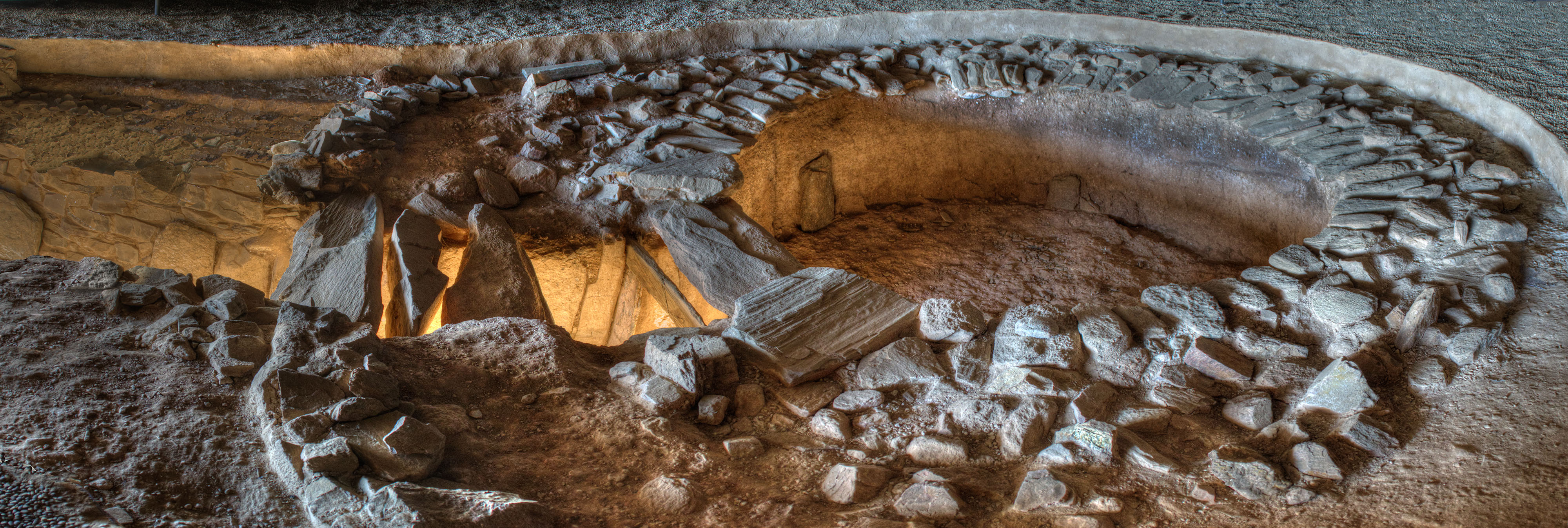
Huerta Montero

Das 1988 entdeckte Kuppelgrab von Huerta Montero (auch Uerta Montero oder Monumento Funerario de Huerta Montero genannt) liegt im Industriegebiet im Nordwesten von Almendralejo südlich von Mérida in der Extremadura in Spanien. Die seit 2011 zu besichtigende Anlage aus der Kupferzeit wird von einer Halle geschützt.
Kuppelgräber kommen in fast allen der metallzeitlichen mediterranen Kulturen vor, von der Levante über die Provence (Tholos de la Lauve) bis zur Iberischen Halbinsel und atlantiknah nordwärts bis auf die Britischen Inseln.
Das etwa 2600 v. Chr. entstandene kupferzeitliche Kuppelgrab von Huerta Montero ist ein Rundbau mit mehr oder weniger langem Dromos. Bei der Tholos handelt es sich um eine falsche Kuppel. Die Kuppeln können vom Boden ausgehen wie bei der Tholos do Barro und dem Kuppelgrab von Monge, oder sie gehen wie bei Alcalar 3 und Huerta Montero von einem Sockel aus Steinplatten aus, der die in den Boden eingetiefte, untere Wand auskleidet.
Bei der Ausgrabung wurde festgestellt, dass das Kuppelgrab von Huerta Montero intakt war. Seit es vor Tausenden von Jahren mit einer vorgefundenen Platte verschlossen wurde, war es nie gestört worden. Aus diesem Grund ist eine Vielzahl von Materialien bewahrt worden.
Die Besonderheit ist, dass diese Kammer in der Extremadura eingetieft wurde. Im Bezirk Barros gab es keine Steinvorkommen, wie in der Nähe des Dolmen von Lácara. Die Kammer wurde eingetieft, um den Gewölbedruck im Erdreich abzufangen. Dafür wurden Techniken verwendet, die an anderen Orten der Region nicht vorkommen.